# 傑米·穆雷
杰米·穆雷（英語：Jamie Robert Murray，1986年2月13日—），苏格兰職業網球運動員（2004年—），曾获得温布尔登网球锦标赛混合双打（2007年）冠军。他是3屆大滿貫冠軍和英國單打選手安迪·穆雷的哥哥。2016澳洲網球公開賽男雙決賽，和巴西搭檔布魯諾·蘇雷斯（Bruno Soares）歷經2小時奮戰，最後以2：6、6：4、7：5擊敗加捷組合聶斯特（Daniel Nestor）／史坦佩尼克（Radek Stepanek），抱走生涯首座大滿貫男雙金盃。傑米·穆雷（Jamie Murray）將擠下巴西選手馬塞洛·梅洛（Marcelo Melo），登上ATP雙打世界第1寶座。傑米成為1970年代採用電腦積分排名系統以來，英國首位世界職業網壇球王。2016美國網球公開賽男子雙打決賽，與巴西搭檔布魯諾·蘇雷斯，以6-2/6-3，擊敗西班牙黑馬組合巴勃羅·卡雷尼奧-巴斯達（Pablo Carreno Bust）和吉列爾莫·加西亞·洛佩斯（Guillermo Garcia-Lopez），捧起了本賽季兩人的第二座大滿貫雙打冠軍獎盃。今年年初，他們也曾在澳網奪魁。兩人這次男雙奪冠改寫了美網歷史。傑米·穆雷與布魯諾·蘇雷斯分別成為英國和南美兩地，首個問鼎美網男雙桂冠的選手。他們也成為繼2013年布萊恩兄弟後，又一對在同一賽季拿下至少兩個大滿貫男雙冠軍的組合。

## 外部連結
- 傑米·穆雷（英文/西班牙文）的官方資料
- 傑米·穆雷的國際網球總會 職業／青少年 官方資料（英文）
- 傑米·穆雷的官方資料（英文）